# McFit
McFit è una catena di palestre fondata in Germania nel 1996. In Europa il marchio è presente con oltre 250 palestre in Germania, Austria, Italia e Spagna. Il marchio McFit fa capo a RSG Group con sedi a Berlino e a Schlüsselfeld.

## Storia
McFit è stata fondata nel 1997 da Rainer Schaller, che negli anni Novanta ebbe l’idea di aprire una catena di palestre low cost, rendendo il fitness accessibile a tutti grazie a un basso canone mensile. La prima palestra McFit venne aperta nel 1997 con il messaggio pubblicitario „Ora anche a Würzburg“ nella città universitaria della Franconia, in un capannone industriale riconvertito su un’area di circa 700 metri quadrati. Negli anni successivi, altre filiali vennero aperte nell’area della Ruhr e a Berlino.
Nel 2006 McFit diventa la catena di palestre tedesca con il più alto numero di iscritti, con quasi mezzo milione di abbonati.  Nel 2007, alla sede legale di Schlüsselfeld si affianca un’altra sede aziendale a Berlino, dove si svolgono le attività di marketing, comunicazione, formazione e dove ha sede il reparto creativo.

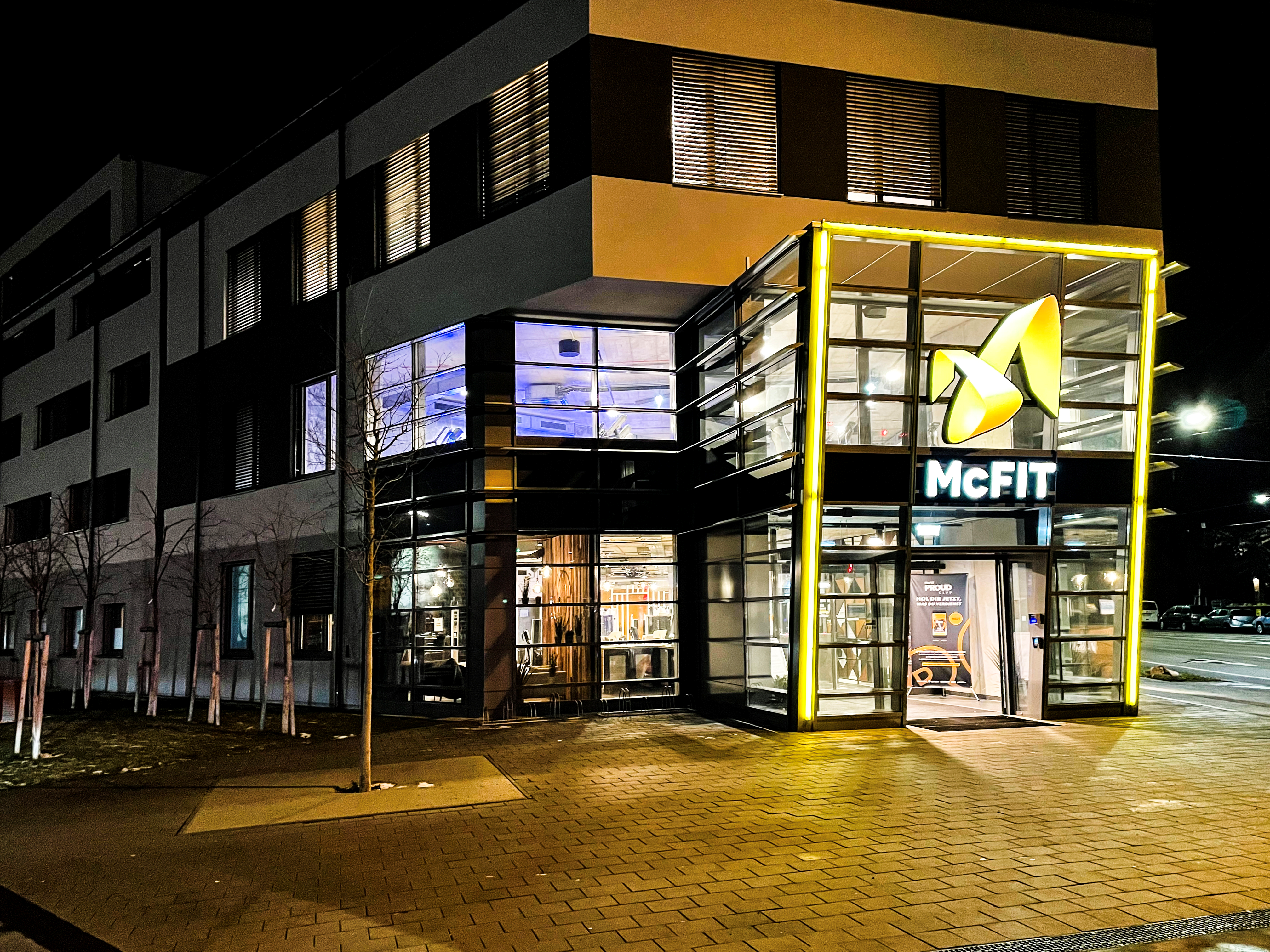
Lo studio McFit è stato aperto a Vienna nel 2009.

Nello stesso anno, McFit rileva il suo principale concorrente in Germania, la catena Fit24.
Nel 2008 viene inaugurato a Monaco il centesimo centro fitness McFit e ha inizio il sodalizio con i fratelli Vitali e Wladimir Klitschko, pugili di fama internazionale, che per cinque anni diventano i testimonial dell’azienda.
Con la sponsorizzazione di diversi programmi televisivi e manifestazioni sportive, McFit acquisisce notorietà su scala nazionale presso il grande pubblico.
A partire dal 2009, McFit entra ufficialmente nel mercato del fitness di Austria, Italia e Spagna, tanto che già nel 2011 McFit può contare su oltre un milione di iscritti. Nel 2014 viene affidato al designer tedesco Michael Michalsky il progetto per il nuovo deisgn delle palestre McFit, che prende il nome di „Home of Fitness“ e per il quale Michalsky si ispira alla propria casa. Le McFit „Home of Fitness“ vengono aperte in Germania, Austria e Italia e, anche se il progetto non ha un seguito, pone le basi per lo sviluppo della catena negli anni successivi. Michael Michalsky diventa anche Art Director di McFit Models, una agenzia di modelli/e per lo sport, anch’essa facente capo a RSG Group. McFit Models si definisce come la più grande agenzia di modelli per lo sport in Europa e recluta i modelli e le modelle in gran parte proprio tra gli iscritti alle palestre McFit. Questi ultimi vengono ingaggiati prevalentemente per servizi fotografici e campagne pubblicitarie di taglio sportivo.
In seguito alla diversificazione del modello di business e dell’indirizzo internazionale intrapreso, nel 2016 l’azienza McFit GmbH viene ribattezzata McFit Global Group e diventa allo stesso tempo un marchio ombrello al quale si aggiungono altri brand come High5 (2015) e John Reed Fitness (2016). Negli anni successivi, McFit Global Group diventa RSG Group (2019). Oggi la holding RSG Group conta in totale 18 marchi operanti nei settori del fitness e del lifestyle.

## Storia del logo
La prima palestra McFit viene aperta nel 1997 con una banana come mascotte nel logo e la scritta „Die Fitnesshalle für alle“ („La palestra per tutti“). Con il passare degli anni, del logo originale è rimasta soltanto la banderuola con il nome del marchio. La combinazione di colori prevedeva sempre la scritta McFit in giallo su sfondo blu brillante. Successivamente (2006) è comparso anche il messaggio „Einfach gut aussehen“ („Semplicemente in forma“) come aggiunta al logo.
Il 2013 ha visto una revisione dell’intero design, che ha portato a quello attuale: si è ritornati in un certo senso alla banana della versione originale, ma rivisitata e trasformata in un nastro giallo ricurvo su sfondo color grigio antracite. Sotto il nastro si vede la scritta McFit in bianco. Con l’adattamento die colori, il logo assume un aspetto nel complesso più discreto. Il messaggio pubblicitario „Semplicemente in forma“ (in tedesco: „Einfach gut aussehen“) rimane sotto il nome del brand.

## Concetto
I centri fitness McFit sono dotati di una grande varietà di macchinari e attrezzi per l’allenamento della forza e della resistenza, disponibili generalmente in più esemplari, in modo da permettere anche a più persone di usarli contemporaneamente. Questi includono, ad esempio, leg e chest press, ma anche tapis roulant, cross traienr, stepper e vogatori. Inoltre, mentre fino agli anni 90, le palestre erano frequentate per lo più da culturisti e atleti e venivano per questo guardate quasi con sospetto, a Rainer Schaller stava a cuore, già in fase di progettazione delle palestre, la loro accessibilità e appeal anche presso il grande pubblico e la sensibilizzazione della società riguardo l’importanza dell’attività sportiva per il benessere psicofisico. L’idea di base di Rainer Schaller era quella di mantenere l’offerta commerciale il più semplice e trasparente possibile e di concentrarsi quasi esclusivamente sugli attrezzi,
Controcorrente rispetto alle nuove tendenze nel mercato del fitness sviluppatesi nel corso degli anni 90, per i centri fitness McFit si sceglie di rinunciare alla fornitura di dotazioni aggiuntive come piscine o saune.  Anche per l’utilizzo delle docce era previsto originariamente un pagamento extra.
Un’altra grande novità in Germania all’epoca venne rappresentata dall’idea dell’apertura delle palestre h24 e 365 giorni l’anno, cosa che offriva a tutti gli abbonati il massimo della flessibilità nella gestione degli orari destinati all’allenamento. Nel corso degli anni, il concetto di McFit è cambiato e si è leggermente evoluto. Le palestre McFit dispongono adesso anche di aree di allenamento specifiche per le donne, sale per i corsi di gruppo e aree dedicate all’allenamento funzionale. La quota associativa mensile comprende l’accesso a tutte le aree, l’utilizzo delle docce e l’offerta di corsi fitness. Con la maggior parte dei contratti di abbonamento, gli iscritti hanno la possibilità di accedere a tutti i centri McFit presenti in Europa. La maggior parte dei centri McFit in Germania e Austria continuano a essere aperti h24.

## Pandemia di COVID-19
Durante la pandemia di COVID-19, McFit ha sviluppato misure creative per sfidare le chiusure ufficiali delle palestre. Insieme all'infettivologo Prof. Dr. Klaus-Dieter Zastrow, McFit ha sviluppato in Germania un proprio concetto di igiene che ha reso possibile l'allenamento fitness all'aperto. McFit è stata l'unica catena di palestre in Germania ad aprire aree di allenamento all'aperto nei parcheggi o sotto le tende per offrire ai propri membri questo sport nonostante le restrizioni Covid. Ogni sessione di allenamento era limitata a un massimo di 45 minuti per persona ed era possibile solo previa registrazione. McFit disponeva di tali aree di allenamento all'aperto anche in Italia. In breve tempo, McFit ha eretto 22 tende per l'allenamento all'aperto in molte delle sue palestre, per continuare a offrire ai membri un allenamento sicuro. Queste aree di allenamento all'aperto, allestite in condizioni pandemiche, esistono ancora oggi in alcune palestre o sono state create di recente per offrire l'opzione permanente dell'allenamento all'aperto.

## McFit in Italia
Nel 2010 viene fondata la società McFit Italia srl, controllata dalla tedesca McFit GmbH.
L’headquarter italiano si trova a Milano, città nella quale sono presenti 3 centri McFit (due dei quali aperti nello stesso giorno, il 12/3/2015.
Il primo centro McFIT in Italia viene inaugurato a Verona nel 2014 e il piano di espansione prevede aperture su tutto il territorio nazionale.  Attualmente McFit conta in Italia su 40 centri fitness e opera sotto l’ombrello della società RSG Group Italia Srl titolare anche dei marchi John Reed Fitness (2 sedi) e Gold’s Gym (2 sedi).
Nel corso degli anni sono stante tante le collaborazioni, in occasione di campagne pubblicitarie, eventi e nuove aperture, con atleti di rilievo nazionale. I calciatori Christian Vieri, Alessandro Costacurta, Marco Materazzi, Luca Toni e Barbara Bonansea e i campioni olimpionici Gianmarco Tamberi, Clemente Russo, Irma Testa, Elia Viviani, Sara Cardin e Carlotta Ferlito, solo per citarne alcuni.

## Impegno nel sociale
McFit Italia si è resa protagonista anche di importanti iniziative e collaborazioni a scopo benefico.
Da anni l’azienda sostiene le campagne di sensibilizzazione sull’importanza della prenvezione dei tumori femminili della Fondazione Umberto Veronesi. Nell’ottobre 2022, in occasione del „mese rosa“, McFit ha sostenuto la campagna Pink is Good offrendo 120 visite di screening senologico gratuite ad altrettante abbonate ai propri centri fitness grazie a una clinica mobile che ha fatto tappa davanti ai centri McFit di Milano, Roma e Napoli.
Nel mese di maggio 2022, McFit è sponsor di Integration Heroes, un match unico voluto dal calciatore camerounense Samuel Eto'o e tenutosi allo stadio Meazza di Milano.
La partita, che ha visto coinvolti grandi campioni, „eroi“ di epoche diverse, ha avuto grandissima visibilità sui principali canali televisivi e raccolto fondi a sostegno di progetti di istruzione scolastica, integrazione sociale ed attività di aggregazione sportiva per alcune comunità locali in Africa.